# Florilegus flavohirtus
Florilegus flavohirtus là một loài Hymenoptera trong họ Apidae. Loài này được Urban mô tả khoa học năm 1970.